# Принцеса Марса
«Принцеса Марса» (англ. A Princess of Mars, початкова назва «Під місяцями Марса») — фантастичний роман Едгара Райса Барроуза, перший в його марсіанській серії, що істотно вплинула на розвиток фантастики у світі. Класичний приклад палп-фікшн початку XX століття. Вперше опублікований у 1912 році.
Жанр роману в англомовній літературі визнається як планетарна фантастика, що стала дуже популярною на кілька десятиліть після його виходу. Він ґрунтувався на науковій гіпотезі про Марс як населений, але вмираючий світ, автором якої був відомий астроном Персіваль Ловелл. Цикл був популярним і вплинув на таких письменників, як Рей Бредбері, Артур Кларк і Роберт Гайнлайн. Карл Саган визнавав, що саме читання романів Барроуза в дитинстві спонукало його зайнятися астрономією і проблемами позаземного життя.

## Сюжет

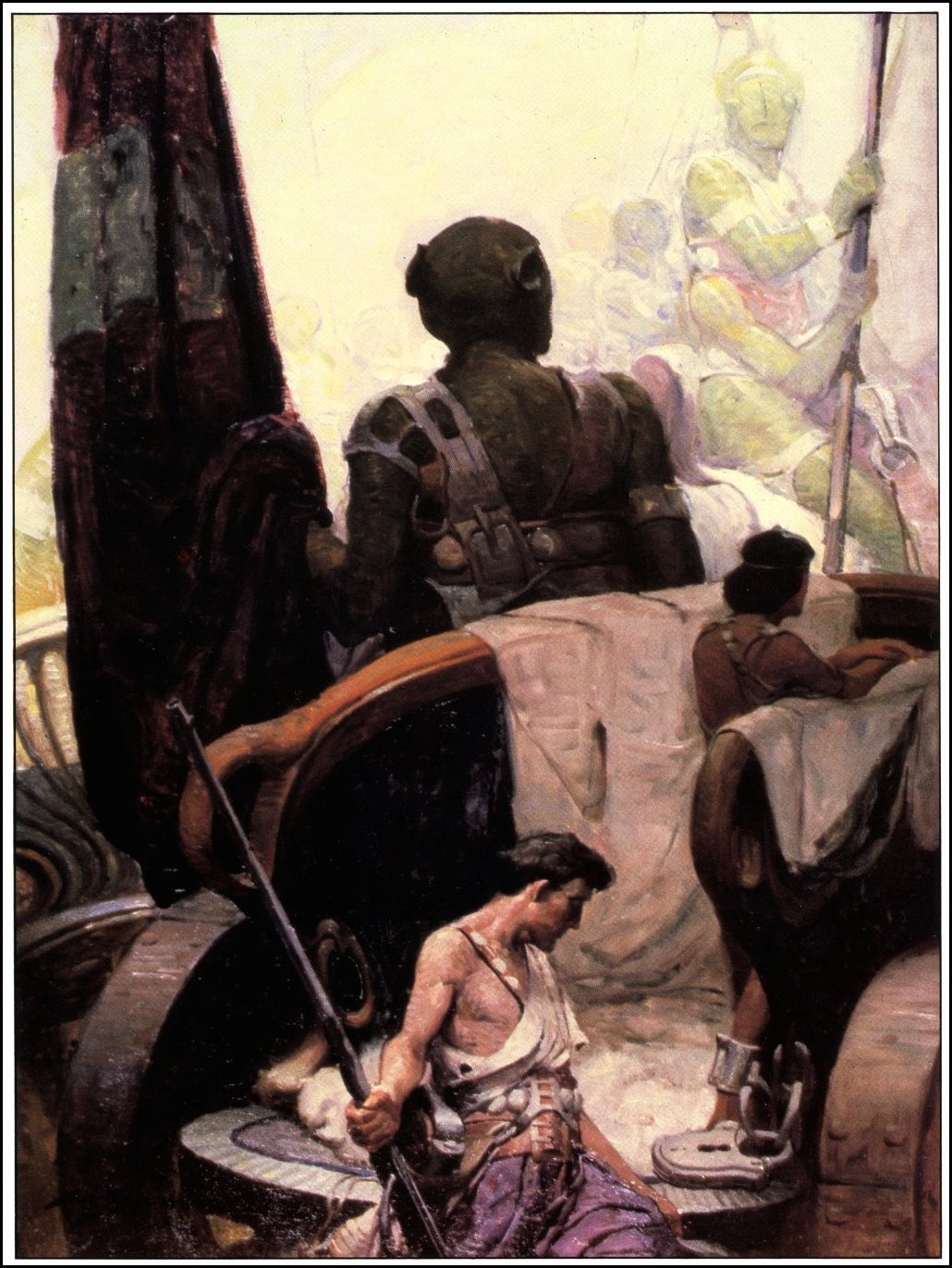
Джон Картер серед тарків

### Історія
Твір починається словами родича Джона Картера, котрий після його смерті отримав Джонові щоденники. З них вдається довідатися таємницю раптового зникнення їх автора і несподіваного повернення.
Головний герой роману — Джон Картер, капітан армії Конфедеративних Штатів. Після поразки конфедератів у Громадянській війні Картер 1865 року вирушає до Аризони в надії розбагатіти, добуваючи золото. Зі своїм другом Пауеллом, він зазнає нападу індіанців. Пауелл гине, а Картер ховається в печері. На нього нападає дивний параліч, герой бачить крізь отвір у стелі Марс і отямлюється на його рівнині.
Спочатку Картер опиняється біля інкубатора місцевих істот і потрапляє в полон до кочового племені зеленошкірих чотирируких тарків — жорстоких варварів. Картер, завдяки меншій силі тяжіння на Марсі, виявляється надзвичайно сильним і спритним. За ним, як за домашнім улюбленцем, береться доглядати донька вождя Тарса Таркаса — Сола. Вбивши одного з агресивних тарків, землянин, згідно зі звичаєм, отримує його титул і майно, стаючи членом племені. Подружившись із Солою, він довідується, що не всі марсіани жорстокі, їм також відомі співчуття і кохання, хоча це й засуджується. Невдовзі тарки збивають повітряний корабель і захоплюють задля викупу прекрасну принцесу міста Геліум — Дею Торіс. Вона належить до раси червоних марсіан, схожих на людей, що мають розвинену цивілізацію. Картер планує допомогти їй утекти, чим дивує принцесу, адже на Марсі життя суворе і безкорислива допомога рідкісна. Обоє оглядають руїни міста, де Джон дізнається, що на Марсі (Барсумі, як його називають аборигени) понад 100 000 років існують люди, але планета занепадає. Океани висихають, атмосфера розріджується, і на зміну людям приходять тарки.
Під час мандрів по Марсу, Джон Картер сповнюється високих почуттів до Деї Торіс. Він допомагає їй та Солі втекти, проте опиняється в полоні іншого племені. Джона відправляють на гладіаторську арену міста Ворохун. За звичаєм, переможець боїв отримує свободу. Картеру вдається подружитися з полоненим Кантосом Каном і здолати багатьох противників, але врешті новим друзям доводиться битися один з одним. Джон вдає, наче вбитий, а вночі тікає з ручною твариною Вулою.

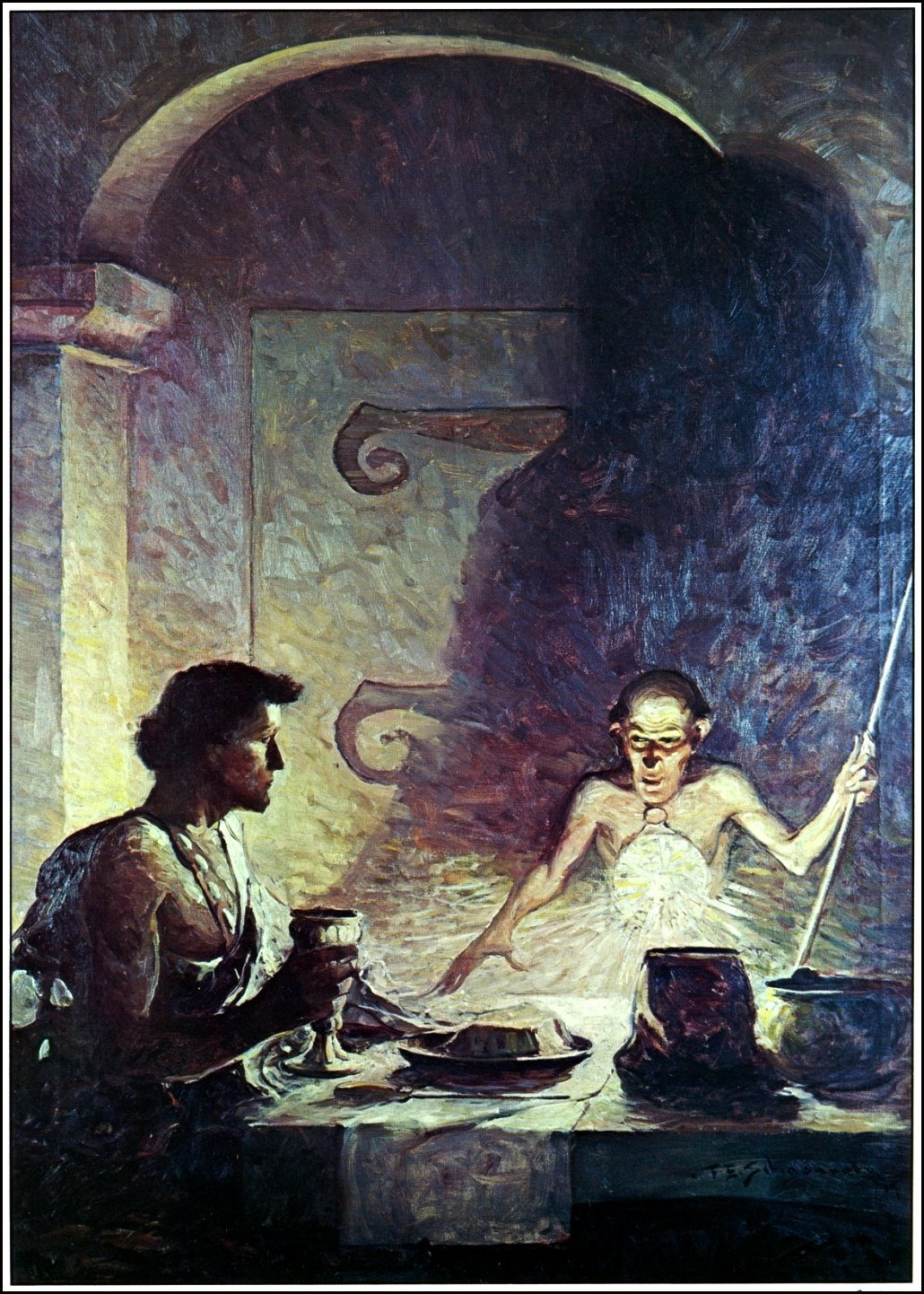
Картер у доглядача повітряної фабрики

Картер натрапляє на фабрику, що виробляє марсіанське повітря. Старий доглядач вислуховує розповідь про минулі пригоди і радить вирушити в найближче місто людей Зоданґу. Діставшись туди, Картер рятує від тарків родича місцевого принца Саба Тзена, за що той бере його в особисту охорону. Невдовзі він зустрічає Дею Торіс, яку Тзен тримає в полоні, щоб насильно одружитися й таким чином захопити Геліум. Бачачи втрати рідного міста у війні з Зоданґою, Дея погоджується. Джон розшукує Кантоса Кана, котрий допомагає викрасти літак і відірватися від погоні. Картер спрямовується в Геліум.
Дорогою він зазнає аварії та рятує Тарса Таркаса від ворожого племені. Вождем тим часом претендує стати жорстокий Тал Хаджус і замислює стратити землянина. Картер переконує тарків влаштувати двобій між Тарсом і Талом, Таркас виходить переможцем. Тоді Джон вмовляє його допомогти Геліуму, обіцяючи багату здобич в Зоданзі, воїни якої руйнують інкубатори зелених марсіан. Армія вирушає до міста та завдяки хитрощам Картера проникає всередину. Землянин зустрічає Саба Тзена і вбиває його в поєдинку.
Джон Картер з тріумфом прибуває в Геліум, де правитель Морс Каяк видає Дею Торіс за нього. Впродовж дев'яти років подружжя живе серед шани й почестей. Але стається катастрофа: атмосферна станція з невідомої причини перестала діяти і повітря на Марсі лишається на три дні. Марсіани повсюдно непритомніють від нестачі кисню, Картер покидає свою дружину і вирушає на повітряну фабрику, але на порозі сам непритомніє. Герой отямлюється на Землі в тілі, яке пролежало в Аризоні понад десять років. Він залишається жити на Землі у тузі, споглядаючи червоний диск Марса.

### Персонажі
- Джон Картер — капітан армії Конфедеративних Штатів родом з Вірджинії. Почуває себе старим через минулі пригоди, хоча зовні завжди виглядає тридцятирічним. Дитинства не пам'ятає. Чудовий фехтувальник і наїзник, що цінує воїнську честь і справедливість. Опинившись на Марсі, виявляється надзвичайно сильним, але змушений довго вивчати мову і звичаї аборигенів. Автор-оповідач (ототожнюючи себе з самим Барроузом) пише, що перед смертю 1886 року, Джон Картер наказав поховати його, не розтинаючи й не ховаючи тіла, в склепі, який можна відкрити лише зсередини. З цього факту і продовжень роману слідує, що Джон зміг повернутися на Марс.
- Дея Торіс — принцеса Геліуму, донька і онука його правителів Морса Каяка і Тардоса Морса (Геліум — подвійне місто, яким правлять двоє очільників). Надзвичайна красуня і науковець, спеціаліст з повітроплавання. Познайомившись з Картером, закохується в нього, але задля безпеки свого народу виходить за принца Зоданґи. Коли Картер вбиває його, охоче виходить за землянина.
- Тарс Таркас — представник раси тарків, вождь одного з племен. Суворий марсіанський кочівник, що відрізняється від одноплемінників здатністю любити. Приховує свої колишні стосунки з марсіанкою Ґозавою, що вважаються серед зелених марсіан ганебними. Після того як Картер рятує його доньку Солу і його самого, стає вірним другом землянина.
- Сола — донька Тарса Таркаса, здатна співчувати і любити, але змушена це приховувати. Одна з небагатьох тарків, що знає свою матір, закатовану через заборонені близькі стосунки. На початку опікується Картером, вчить його мови, а потім стає його подругою.
- Саркоя — жінка тарків, яка знає таємницю Тарса і причетна до смерті Ґозави. Неприязно ставиться до Картера, а коли вождь дізнається про її злочини, іде у вигнання.
- Кантос Кан — воїн Геліуму, гладіатор, колишній пілот, якого Джон Картер визволив із полону на гладіаторській арені. Допомагає землянину втекти із Зоданґи.
- Вула — тварина, аналог собаки і охоронець Картера. Надзвичайно швидка, попри свій огрядний вигляд. Спочатку приставлена до землянина Солою, щоб Картер не втік, Вула впродовж роману відчуває його турботу і стає вірним супутником.

## Світ Барсума

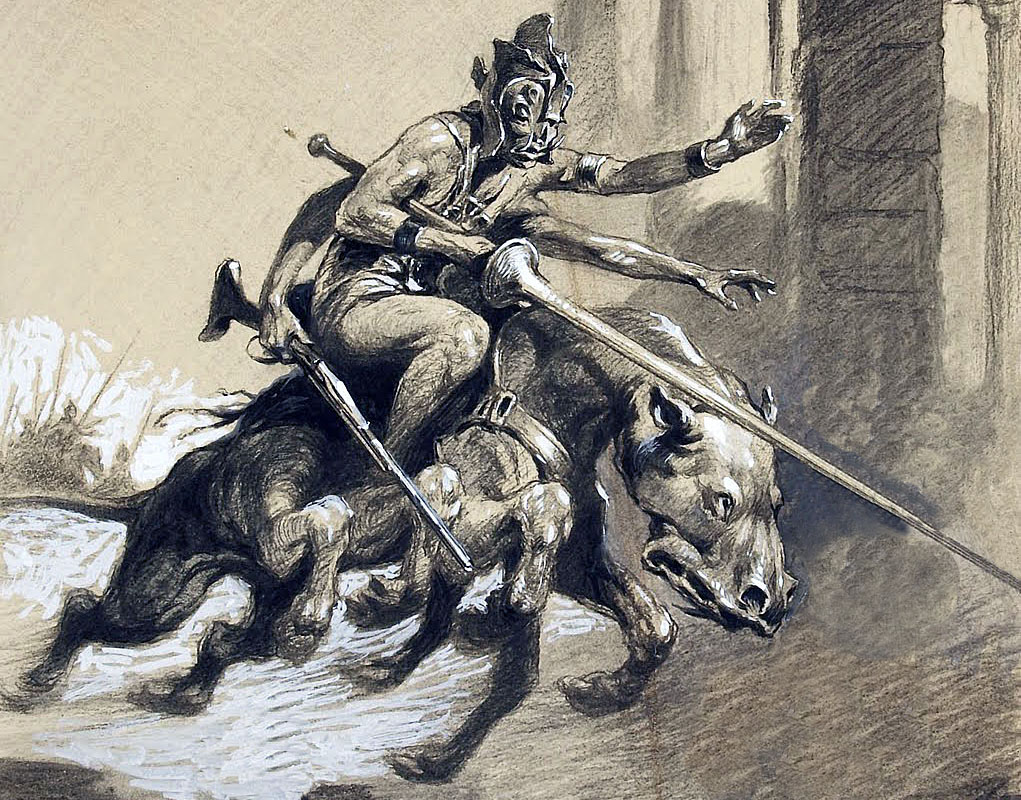
Вершник тарків

Барроуз вказує, що марсіани називають свій світ Барсумом. Це вмираючий світ, де вже багато сотень тисяч років повільно висихають океани і втрачається атмосфера. Цивілізовані людиноподібні марсіани борються з цим, прокладаючи водні канали від полярних льодовиків, і виробляючи повітря штучно. Люди найпросунутішої червоної раси змушені постійно боротися один з одним і з ордами кочовиків, тому наука і техніка не розвиваються, але залишаються на високому рівні, досягнутому в давнину. Барроуз пізніше розробив реалії світу Барсума, а в першому романі навів їх у загальних рисах.
У давнину на Марсі жили представники трьох гуманоїдних рас, зовні ідентичних людям: білої, чорної і жовтої, причому домінували білі, які мільйон років тому створили всепланетну імперію. Червоні марсіани були виведені штучно змішанням трьох рас на початку висихання океанів близько ста тисячоліть тому. Їхні міста-держави побудовані на перехрестях марсіанських каналів. Зелені ж розвинулися паралельно і населяють рівнини, утворені на місці океанів.
Хоча людиноподібні марсіани дуже схожі на землян, у них інакше розташування внутрішніх органів і структура мозку. Теоретично вони мають тривалість життя понад 1000 років і розмножуються відкладанням яєць, проте Дея Торіс без перешкод відкладає яйце від Джона Картера. Червоні марсіани носять мало одягу і оголеність серед них не вважається непристойною.
Зелені марсіани, тарки, мають зріст 15-16 футів (близько 5 метрів), чотири руки і очі, розташовані з боків голови. Нижню пару рук вони здатні використовувати і як звичайні руки, і як додаткові ноги. Тарки — кочівники-варвари, які не мають писемності, родин і поняття про приватну власність. Різниця між статями малопомітна, жінки стрункіші за чоловіків і мають довші загнуті ікла. Їхні діти висиджуються в спільних інкубаторах і не знають батьків.
Всі марсіанські народи розмовляють однією мовою, разом з тим майже в кожної держави, а то і окремих міст, своя писемність. Правитель племені називається «джед», правитель великої держави — джеддак. Можливий і вищий титул джеддак джеддаків. Хоча Барсум занепадає і багато давніх знань втрачено, марсіанські технології перевершують земні. Зокрема марсіани володіють особливим джерелом енергії, восьмим променем, який утворюється при розкладанні світла.

## Історія створення

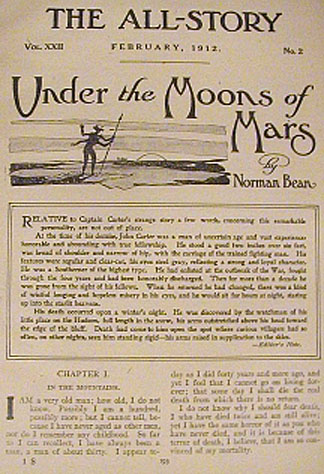
Оригінальна публікація 1910 року

Барроуз почав писати роман влітку 1911 року, коли йому було 35, не досягнувши успіху в бізнесі. Наявність сім'ї та двох дітей вимагала заробітку. Рукопис було закінчено 11 серпня 1911 року. Він приховував свої літературні заняття, побоюючись, що це знищить його репутацію. У листопаді 1911 року журнал «All-Story Magazine» прийняв рукопис за 400 доларів. У 1912 році роман був опублікований під назвою «Під місяцями Марса» і під псевдонімом Норман бін (Norman Bean, Барроуз хотів використовувати псевдонім «Normal Bean», тобто, «простий, звичайний», але коректор виправив «Normal» на «Norman»).
До 1914 року Барроуз став популярним письменником, першими світ побачили три романи про Тарзана, і тільки в 1917 році настала черга марсіанського циклу. Тираж вийшов у світ в жовтні 1917 року. Всі права на роман належали видавцеві.

## Жанрова належність
Традиційно роман вважають науково-фантастичним, проте в англомовному світі його відносять до піджанру планетарної романтики, суміжному з фентезі (дія, на відміну від космічної опери, розгортається на одній планеті в докосмічну еру). Дія романів такого типу відбувається на чужій екзотичній планеті, включаючи також поєдинки на мечах, наявність чудовиськ і магії тощо. Цивілізація Марса химерно поєднує ознаки розвиненого суспільства і дотехнологічного. Так, марсіани вміють штучно виробляти атмосферу і мають повітряний флот, але армія їх оснащена холодною зброєю, вони розділені на племена і міста-держави, якими керують абсолютні правителі. Для жанру характерна і схожість з вестерном (мотиви викрадення красуні, дія розгортається в пустелі і т. ін.)

## Наукова основа
Роман можна вважати науково-фантастичним, оскільки зображення Марса ґрунтувалося на наукових поглядах свого часу, а саме гіпотезі Персиваля Ловелла. Основу гіпотези складає уявлення, що Марс менший, ніж Земля, а отже охолонув раніше, і тому на ньому раніше з'явилося життя. Поступово клімат ставав сухішим і родючі простори перетворювалися на пустелю. Жителі Марса вимушені були будувати канали, щоб вода по них текла від танучих полярних шапок.
Дослідження фантастознавців показали, що координати марсіанських каналів і міст, які наводить Барроуз, прив'язані до мап Персиваля Ловелла. Як і Ловелл, Барроуз вважав, що на Марсі немає серйозних сезонних коливань клімату, і він теплий на більшій частині території планети. З іншого боку, книг Ловелла не було в домашній бібліотеці письменника, і він, напевне, користувався популярними викладами його гіпотези в газетах і журналах.
Згодом точніші спостереження засвідчили хибність гіпотези про канали на Марсі. А космічні експедиції, як наприклад програма «Вікінг», показали Марс холодною і мертвою планетою, на якій не може бути води в рідкому стані.

## Адаптації

#### Комікси
- «Воєначальник Марса» (англ. Warlord of Mars) — цикл «Принцеса Марса» (англ. A Princess of Mars) (2010—2011), томи 1-9[4].

#### Екранізації
- «Принцеса Марса (фільм)» (2009, мокбастер)
- «Джон Картер: між двох світів» (2012)

## Оригінальний текст
- Text of the novel at Project Gutenberg [Архівовано 25 червня 2010 у Wayback Machine.]
- Hypertext version of Project Gutenberg text of A Princess of Mars [Архівовано 21 лютого 2019 у Wayback Machine.]
- Audio recording [Архівовано 26 серпня 2016 у Wayback Machine.] of the novel's text at LibriVox.
- Edgar Rice Burroughs Summary Project page for A Princess of Mars [Архівовано 4 лютого 2019 у Wayback Machine.]